# Aethopyga siparaja
Aethopyga siparaja е вид птица от семейство Nectariniidae. Видът е незастрашен от изчезване.

## Разпространение
Разпространен е в Бангладеш, Бутан, Бруней, Камбоджа, Китай, Индия, Индонезия, Лаос, Малайзия, Мианмар, Непал, Филипините, Сингапур, Тайланд и Виетнам.